# El Mekki Amhaouch
 (janvier 2018).
Descendant du grand marabout de la Zaouia Darkaouia (confrérie religieuse des Derkaoua) Sidi Boubker Amhaouch (1536-1612) (sidi Boubcher en Tamazight) connu pour son solide passé de résistance anti-makhzénienne, il mena de durs combats à la tête des tribus Amazigh Tribu Ichkker  contre les troupes du sultan Moulay Slimane (1792-1822)  : influencé par l’idéologie wahhabite hostile aux confréries religieuses surtout dans la bataille de Lenda (1818) des canons pris à la mehalla de Moulay Slimane avaient abouti à Tounfite.
Outre l'incident de  Tizi N'Tighanimine (1885) (région d’Anergui) où fut tué Moulay Srour,  cousin du sultan Hassan Ier et la bataille de l’Isrouta (1888) connue par l'affaire d’Aghbala, enfin, qui voit les guerriers des Imhaouchens barrer la route à l'armée makhzenienne  .

## Histoire
Sidi El Mekki Amhaouch (fils ainé de Sidi Ali Amhaouch grand thaumaturge de la fin du XIXe siècle, s'installa à Tafza au pied du Tazizaout, lieu propice à la contemplation où il fonda une secte maraboutique -la confrérie des Imhaouchens- très influente au Moyen jusqu’aux confins de Khénifra et Haut Atlas) résistant Amazigh chef de la rébellion contre l'avancée coloniale française, il s'est distingué dans la fameuse bataille de Tazizaoute au Haut Atlas oriental aux environs de Tounfite dans les montagnes  difficiles d’accès de Jbel Tazizaout et le Jbel Baddou (2 921 m) (1932-33) caractérisé par une longue arête rocheuse aux flancs drapés de cèdres, de chênes-verts à une altitude de (2 767 m). Il mena en collaboration avec les tribus avoisinantes l'ultime étape d’une guerre qui durait depuis près de trente ans qui finira par sa soumission après sa défaite à Tazizaoute sa reddition se fit le mercredi 14 septembre 1932 au général Huré. Il a subi donc le même sort que Mouha Ou Hammou Zayani, Sidi Rahou des Aït Saghrouchen, Mouha Ou Saïd Ouirra caïd des Ait Ouirra d'El Kssiba, etc.
Le poète (anonyme) retrace, avec amertume, les péripéties de cette malencontreuse aventure où, non seulement la supériorité de son ennemi était venue à bout de ses forces, mais où son propre guide l’avait tourné en dérision en se ralliant à l’ennemi.
Cette épopée relate non seulement des événements tragiques, mais exalte des sentiments de déception, de frustration et de trahison dont furent victimes les compagnons de Sidi El Mekki.
Traduction d'un poème[Lequel ?]
Sidi El Mekki vous a conviés à la fête

Mais c’est du poste de caïd qu’il rêvait au fait !

À l’ennemi, il promettait le ridicule !

Mais l’ennemi ridiculisa ces propres fils !

Il prétendait détenir de son père une quelconque vertu ;

Et les événements l’ont mis vite à découvert.

Dans sa tombe Sidi Ali se remua de ces méfaits ;

Impuissant à vos martyres et tragédies !

Ô Tazizaout ! J’entends toujours tes fracas en moi retentir !

Et seul celui qui était à Achlou peut les ressentir.

Nulle fête ne me fera ôter le deuil que je te porte

Maintenant que je suis soumis et devenu muletier !

Ô Dieu ! Vous voyez que par force me suis soumis ;

J’en appelle à votre Clémence pour être des élus du paradis.

Seuls les serviteurs du mécréant ont l’âme malade ;

Moi je me suis rendu après tant d’évasions et de cavales.

À la famine et aux bombardements ai résisté !

Plus rien de ce que je possédais ne m’est resté.

Pour être nourris, les renégats ont dénié le prophète ;

Que Dieu m’épargne d’être leur acolyte !

À présent c’est à la grâce divine que j’aspire ;

En moi, l’au-delà prévaut cette vie éphémère.

Je voudrais tant savoir si les mutins tiennent bon encore.

Qu’ils se nourrissent mal et qu’ils restent loin des Roumis !

Je regrette les temps où je vivais sans contrainte !

À présent au Moukhazni qui ne l’est guère, je dis maître !

Que mon malheur vous accable : interprète, capitaine et Alibouch :

Sur un pied d’égalité vous avez mis nobles et ignobles familles !

Dignitaire que puisse être quiconque, à vos ordres il se plie !

Dussé-je être courageux, orphelin je deviens devant votre autorité !

Sidi El Mekki regrette que cela puisse lui arriver !

Il a été jusqu’à Anergui, Hamdoun voire jusqu’au lieu-dit Oulghazi !

N’a-t-on pas à tort du Marabout tant médit ?

Nombreux sont ceux qui lui doivent la vie !

Réjouissons-nous de la paix ! que Dieu ait les morts en Sa miséricorde !

Nous formerons tous un même troupeau et un même guide nous aurons !
— Simon Pierre, Poésies anonymes de la tragédie de Tazizawt (Aghbala et Tounfite), 1932